# Aspella castor
Aspella castor är en snäckart som beskrevs av Radwin och D'Attilio 1976. Aspella castor ingår i släktet Aspella och familjen purpursnäckor. Inga underarter finns listade i Catalogue of Life.